# Трохи про кунг-фу
Трохи про кунг-фу (англ. назва Half a Loaf of Kung Fu) - гонконгський фільм, з Джекі Чаном у головній ролі. Кінофільм був знятий в 1978 році, але вийшов на екрани лише в 1980 році.

## Сюжет
У групу, що охороняє священний нефрит, приходить новачок, нічого що не розуміє в бойових мистецтвах. Професіонали навчають його майстерності, і незабаром усі вони вступають в нерівний бій із злочинним кланом.